# Bollywood Hungama
Bollywood Hungama (букв. «Боллівудське божевілля» мовою хінді), раніше відомий як IndiaFM (або IndiaFM.com) — це розважальний вебсайт Боллівуду, що належить компанії Hungama Digital Media Entertainment, яка придбала вебсайт у 2000 році.
Вебсайт надає новини, пов'язані з індійською кіноіндустрією, зокрема Боллівудом, рецензії на фільми та звіти про касові збори. Запущений 15 червня 1998 року, сайт спочатку називався «IndiaFM.com». У 2008 році він змінив назву на «Bollywood Hungama».